# 毓德女学堂旧址
毓德女学堂旧址位于中国福建省厦门市鼓浪屿，是全国重点文物保护单位鼓浪屿近代建筑群的子项目之一。
1847年美国归正教会在厦门创办此女学堂，1880年迁至现址。建筑坐北朝南，双层砖木结构，立面以清水红砖密缝砌作，外设走廊，造型简洁，色调温和，是典型的殖民地外廊式建筑。